# Султан Ал Сауд
Султан бин Салман бин Абдулазис Ал Сауд (на арабски: سلطان بن سلمان بن عبد العزيز آل سعود) е саудитски военен летец, астронавт, обществен и политически деец.
Той е първият летял в космоса поданик на Саудитска Арабия, представител на Арабския свят, мюсюлманин.

## Произход
Ал Сауд е член на саудитската кралска фамилия, син на Салман бен Абдул Азис. Той е внук на основателя на кралство Саудитска Арабия – крал Абдул Азис бин Сауд. Следователно е племенник на 4-та следващи крале (Сауд, Фейсал, Халид и Фахд) и днешния крал Абдула бин Абдул Азис. (Имената им в различните източници могат да имат малки различия.)

## Биография
Роден е на 27 юни 1956 г. в Рияд, Саудитска Арабия. Завършва средно образованиое в родния си град. Учи в Университета в Сиракуз, САЩ, където получава магистърска степен.
През 1982 г. е назначен като изследовател в катедра „Международни отношения“ на Министерство на информацията на Саудитска Арабия. Работата му е свързана с употребата на изкуствени спътници за получаване на информация от тях за Саудитска Арабия.
През 1984 г. той е бил заместник-ръководител на Саудитска делегация на XXIII летни олимпийски игри в Лос Анджелис. През същата година е назначен за изпълнителен директор на създадения в Министерството на информацията на Саудитска Арабия Рекламен отдел. Отговорен за развитието на търговско телевизионно излъчване в Саудитска Арабия.
От 17 до 26 юни 1985 г. участва в космически полет със совалката „Дискавъри“, мисия STS-51G като специалист по полезни товари. Той представлява арабската косическа организация Arabsat и отговаря за изстрелването на спътника Arabsat-1B. През същата година е повишен в звание подполковник и ВВС квалификация пилот на няколко военни и граждански самолети.
През 1989 г. (и по-късно през 1992 г.) е избран за председател на Саудитската благотворителна организация за деца с увреждания. Оглавява Съвета на настоятелите на социално-изследователския център на хора с увреждания.
През 1991 г. е избран за почетен председател на Саудитското компютърно общество, а през 1993 г. – на Асоциацията Ал Umran – сдружение на специалисти по архитектура и жилищно строителство. През април 2000 г. оглавява новосъздаденото Министерство по въпросите на туризма.